# Westwoodilla helle
Westwoodilla helle is een vlokreeftensoort uit de familie van de Oedicerotidae. De wetenschappelijke naam van de soort is voor het eerst geldig gepubliceerd in 2002 door Jansen.